# Reprezentacja Szwajcarii na żużlu
Reprezentacja Szwajcarii na żużlu – grupa żużlowców reprezentujących Konfederację Szwajcarską w sportowych imprezach międzynarodowych. Za jej funkcjonowanie odpowiedzialny jest Fédération Motocycliste Suisse (FMS).